# SecureDrop
SecureDrop je open-source softwarová platforma používaná k zabezpečení komunikace mezi žurnalisty a jejich zdroji (obvykle whistleblowery). Původně tento systém vymyslel a vyvíjel Aaron Swartz s Kevinem Poulsenem pod názvem DeadDrop. Po Aaronově smrti spustili pracovníci The New Yorker první prototyp platformy pod jménem Strongbox.
Freedom of the Press Foundation převzala vývoj DeadDropu a přejmenovala ho na SecureDrop a od té doby ho používá mnoho novinářských organizací včetně ProPublica, The Guardian, The Intercept a The Washington Post. Z českých médií službu využívá např. portál iROZHLAS Českého rozhlasu.

## Bezpečnost
SecureDrop využívá anonymizační síť Tor k navázání komunikace mezi žurnalisty, whistleblowery a novinářskou organizací. Stránky SecureDropu jsou dostupné pouze přes skryté služby na síti Tor. Poté, co uživatel vstoupí na stránku, přidělí se mu náhodně vytvořené kódové jméno. Toto kódové jméno je používané k posílání informací autorovi nebo editorovi nahráním na server. Investigativní žurnalisté mohou kontaktovat whistleblowera skrz SecureDrop, proto si whistleblower musí zapamatovat své kódové jméno.
Systém využívá soukromé oddělené servery, které jsou v držení organizace. Žurnalisté používají pro přístup k informacím dva USB flash disky a dva osobní počítače. První osobní počítač se připojí na SecureDrop skrz síť Tor a žurnalista na první USB flash disk stáhne na něj zašifrovaná data. Druhý počítač se nikdy na internet nepřipojí a každým rebootem se vyčistí. Druhý USB flash disk obsahuje dešifrovací klíče. První i druhý USB disk se zapojí do druhého počítače a žurnalista má k materiálu přístup. Počítač se vždy po použití vypne.
Novinářské organizace by neměly zaznamenávat informace týkající se zdroje, tj. IP adresy, informace o použitém počítači a prohlížeči. Anonymita není garantována, ale tvůrci tvrdí, že je systém bezpečnější než e-mail.
Freedom of the Press Foundation uvedla, že před každým vydáním hlavní verze bude kontrolovat kód SecureDropu a bezpečnostní prostředí nezávislou třetí stranou.